# جعفرآباد (هنام)
جعفرآباد یک روستا در ایران است که در دهستان هنام شهرستان سلسله در استان لرستان واقع شده‌است. جعفرآباد ۶۴ نفر جمعیت دارد.

## جمعیت
این روستا در بخش مرکزی شهرستان سلسله قرار دارد و براساس سرشماری مرکز آمار ایران در سال ۱۳۸۵، جمعیت آن ۶۴۱۷ نفر (۱۲ خانوار) بوده‌است.